# Félix de Boucheporn
Pour les articles homonymes, voir Boucheporn (homonymie).
René Charles Félix Bertrand de Boucheporn est un géologue français né le 5 novembre 1811 à Paris et mort le 22 novembre 1857 à Bordeaux. Ancien élève de l'École polytechnique, ingénieur des mines, il fut membre de l’Académie impériale des sciences, belles-lettres et arts de Bordeaux.  On lui doit des travaux détaillés de cartographie géologique ainsi que des ouvrages de physique et de philosophie naturelle. Il est chevalier de la Légion d'honneur (1846) .

## Famille
Né dans une famille originaire de Metz, d’Anne-François Louis Bertrand, baron de Boucheporn (1771 - 1823), grand maréchal à la cour du roi de Westphalie, Jérôme Bonaparte, et de Flore-Pierrette de Montmartre Desportes (1791 - 1824), il est le petit-fils de Claude-François Bertrand de Boucheporn, intendant de Corse puis de Pau, Bayonne et Auch (1775 - 1790).
Marié en 1850 à Catherine Élisabeth Françoise Laval, il eut un fils, Pierre-René Bertrand de Boucheporn, qui sera, comme lui, élève à l’École polytechnique et officier d’artillerie .

## Formation et carrière
L’éducation de Félix de Boucheporn, orphelin à douze ans, et de son frère Victor-Charles (1819 - 1880)  est assurée par leur tuteur, un ami de leur père, Charles de Courbon-Blénac. Élève au lycée Henri-IV à Paris, il est reçu à l’École polytechnique en 1831 . À sa sortie de l’École, il rejoint le corps des mines.
Ingénieur des mines à Toulouse, puis ingénieur-en-chef  des mines dans l’Aveyron (1851) et à Bordeaux (1853), il travaillera notamment à la préparation des cartes géologiques du Tarn et de la Corrèze qui seront publiées en 1848 avec leurs notes explicatives.
De janvier à mai 1850, Félix de Boucheporn participe, en tant que géologue, à la mission d’exploration de l’isthme de Panama organisée par la compagnie dite du Panama rail-road, formée pour la construction d’un chemin de fer destiné à relier les deux océans. Les résultats purement scientifiques de cette mission ont été publiés en 1859 par Victor Raulin, professeur à la Faculté des sciences de Bordeaux . Il rentrera en France en passant par La Havane et les États-Unis, et rencontra à New-York, en mai 1850, le géologue français Jules Marcou.
Félix de Boucheporn est élu membre de l’Académie impériale des Sciences, Belles-Lettres et Arts de Bordeaux, le 19 novembre 1856. Une notice sur Boucheporn a été lue par Auguste Geffroy à la séance de l’Académie du 20 juin 1859, deux ans après sa mort .

## Travaux scientifiques

### Cartes géologiques
La carte géologique du Tarn, exécutée de 1837 à 1839 par Boucheporn, fut publiée en 1848 «à 1/86,400 (Carte de Cassini), en 4 feuilles avec 8 coupes et une explication de LXI et 114 pages». Dans un compte-rendu de séance du conseil général du département du Tarn, en 1845, on peut lire : «les études qui ont été faites par M. de Boucheporn, ingénieur des mines, présentent un grand intérêt et fourniront des indications précieuses non seulement pour le développement de la richesse minérale mais encore pour l’amélioration de certains produits agricoles». Ainsi que l'indique Michel Durand Delga, géologue, membre de l'Académie des Sciences, ce travail, «s'inscrivait dans le grand projet - qui ne fut réalisé qu'en partie - de description du territoire national par des cartes géologiques départementales, à la charge des conseils généraux» .
La carte géologique de la Corrèze, approuvée par le ministère des Travaux publics en 1846, a été publiée deux ans après .

### Physique et philosophie naturelle
Selon Auguste Laugel, «l'esprit de De Boucheporn était naturellement entraîné vers les plus hautes spéculations philosophiques et sa forte éducation scientifique le préparait bien à faire tenir, en quelque sorte, comme ont fait les plus grands penseurs, la Philosophie dans la Science et la Science dans la Philosophie».
Les Études sur l'histoire de la terre et sur les causes des révolutions de sa surface, publiées par Boucheporn en 1844 , développent  une théorie géologique suivant laquelle on devrait «attribuer à des cataclysmes accidentels, extérieurs au globe terrestre, la cause de toutes les modifications physiques» de la surface terrestre. Ainsi que le rappelle Auguste Geffroy, selon Boucheporn, «les forces générales auxquelles sont dus les soulèvements montagneux ont été brusques, instantanées et leur action a coïncidé avec les grands cataclysmes qui ont mis fin à chaque formation géologique». Dans cet ouvrage, Boucheporn développe une classification des montagnes du globe regroupées en treize systèmes. La Notice sur les Systèmes des montagnes (1852) du géologue Léonce Élie de Beaumont, professeur au Collège de France, présente les travaux de Boucheporn et discute la thèse selon laquelle «chacun des Systèmes représenterait un des équateurs que la terre a eus à diverses époques en changeant successivement de pôles de rotation».
En 1853, Félix de Boucheporn publie l’ouvrage Du Principe général de la philosophie naturelle, dans lequel il se propose de «trouver des causes réelles aux lois fondamentales qui régissent les mouvements de la matière inorganique et forment la base des phénomènes généraux de la physique et de l’astronomie, substituer des effets saisissables et un enchaînement rationnel à de pures dénominations, un principe unitaire à des faits encore épars, sans imaginer aucune force, attribuer à la matière aucune qualité étrangère à ses deux seules propriétés essentielles, l’impénétrabilité et l’inertie». La même année, Boucheporn présenta un mémoire détaillé des principaux aspects de sa théorie astronomique à l'Académie des Sciences (Paris) .
Félix de Boucheporn, en 1857, travaillait à la mise au point et à la vérification d’expériences de mesure de la pesanteur lorsque la mort le surprit.  Il résumait ses travaux ainsi : «La pesanteur, cette force considérée depuis l’établissement des lois de Newton comme le symbole en quelque sorte de l’invariabilité, la pesanteur est variable, pour un même point du globe, selon la marche de l’année; elle varie comme le carré de la vitesse de la terre». Il souhaita que ses travaux fussent  poursuivis par deux de ses amis M. Surell et M. de Bellegarde.
Lors d'une séance de la Société de géographie, en 1867, l'hydrographe Gustave Lambert se réfère à la théorie unitaire de Boucheporn en ces termes: « Parmi ceux qui ont le plus largement conçu cette connexion intime entre toutes ces forces [physiques] dues au développement d'une même cause, nous pouvons citer avec honneur le nom du français de Boucheporn, mort il y a dix ans» . On trouve une discussion détaillée de certaines des idées de Boucheporn dans l’ouvrage sur La Physique moderne publié en 1867   par Émile Saigey .

## Publications
- Études sur l'histoire de la Terre et sur les causes des révolutions de sa surface. Corilian-Goeury ; Langlois et Leclercq (Paris, 1844) Texte disponible en ligne sur LillOnum